# السنافر: القرية المفقودة
السنافر: القرية المفقودة (بالإنجليزية: Smurfs: The Lost Village)‏ هو فيلم كوميدي تم إنتاجه في الولايات المتحدة وصدر في سنة 2017. من بطولة ديمي لوفاتو وجو مانغانيلو وميشيل رودريغز وإيلي كيمبر وأرييل وينتر.

## القصة
تعثر السنفورة بالصدفة على خريطة سرية تدل على الغابة المحرمة، فتنطلق في مغامرة كبرى مع رفقائها من السنافر: السنفور مفكر والسنفور غبي والسنفور قوي عبر هذه الغابة، محاولين اكتشاف قرية السنافر الرائعة قبل أن يبلغها عدوهم الساحر الشرير شرشابيل.

## الميزانية والإيرادات
بلغت تكلفة إنتاج الفيلم حوالي 60 مليون دولار بينما حقق إيرادات تقدر بـ 197.2 مليون دولار.

## الأصوات العربية
- أحمد خليل[ ؟ ]: بابا سنفور
- محمود عامر: شرشبيل
- ريا أبي راشد : سنفورة الصفصافة

## وصلات خارجية
- السنافر: القرية المفقودة على موقع IMDb (الإنجليزية)
- السنافر: القرية المفقودة على موقع ميتاكريتيك (الإنجليزية)
- السنافر: القرية المفقودة على موقع روتن توميتوز (الإنجليزية)
- السنافر: القرية المفقودة على موقع نتفليكس (الإنجليزية)
- السنافر: القرية المفقودة على موقع قاعدة بيانات الأفلام العربية
- السنافر: القرية المفقودة على موقع ألو سيني (الفرنسية)
- السنافر: القرية المفقودة على موقع Turner Classic Movies (الإنجليزية)
- السنافر: القرية المفقودة على موقع أول موفي (الإنجليزية)
- السنافر: القرية المفقودة على موقع بوكس أوفيس موجو (الإنجليزية)
- السنافر: القرية المفقودة على موقع فيلمافينيتي (الإسبانية)